# Circonscription Woreda 24
La circonscription Woreda 24 est une des 23 circonscriptions législatives de la ville-région d'Addis-Abeba. Sa représentante actuelle est Rawda Redi Hassen[réf. nécessaire].